# Liste der Biografien/Ee
Liste der Biografien |
Portal Biografien |
Personensuche
# |
A |
B |
C |
D |
E |
F |
G |
H |
I |
J |
K |
L |
M |
N |
O |
P |
Q |
R |
S |
T |
U |
V |
W |
X |
Y |
Z |
?
 
Ea |
Eb |
Ec |
Ed |
Ee |
Ef |
Eg |
Eh |
Ei |
Ej |
Ek |
El |
Em |
En |
Eo |
Ep |
Eq |
Er |
Es |
Et |
Eu |
Ev |
Ew |
Ex |
Ey |
Ez
Die Liste der Biografien führt alle Personen auf, die in der deutschsprachigen Wikipedia einen Artikel haben. Dieses ist eine Teilliste mit 56 Einträgen von Personen, deren Namen mit den Buchstaben „Ee“ beginnt.

## Ee

### Eec
- Eecke, Philippe van (* 1971), deutscher Musikproduzent
- Eeckhout, Adriana, niederländische Schauspielerin
- Eeckhout, Gerbrand van den (1621–1674), niederländischer Maler
- Eeckhout, Jakob Josef (1793–1861), belgischer Maler
- Eeckhout, Niko (* 1970), belgischer Radrennfahrer
- Eeckhout, Victor (1821–1879), belgischer Maler des Orientalismus
- Eeckhoutte, Maurice Iweins d’ (1904–1976), belgischer Diplomat

### Eed
- Eeden, Frederik van (1860–1932), niederländischer Psychologe und Schriftsteller
- Eeden, Marcel van (* 1965), niederländischer Zeichner und Maler

### Eef
- Eefting, Roy (* 1989), niederländischer Radrennfahrer

### Eeg
- Eeg, Carl (1876–1956), deutscher Architekt
- Eeg, Harald Rosenløw (* 1970), norwegischer Schriftsteller
- Eeg, Sinne (* 1977), dänische Jazzsängerin und -komponistin
- Eeghen, Esmée van (1918–1944), niederländische Widerstandskämpferin

### Eek
- Eek, Anders (* 1974), norwegischer Schlagzeuger, Gitarrist und Sänger
- Eek, Per-Olof (* 1951), schwedischer Fußballspieler
- Eek-a-Mouse (* 1957), jamaikanischer Reggae-MusikerEek-a-Mouse (* 1957)

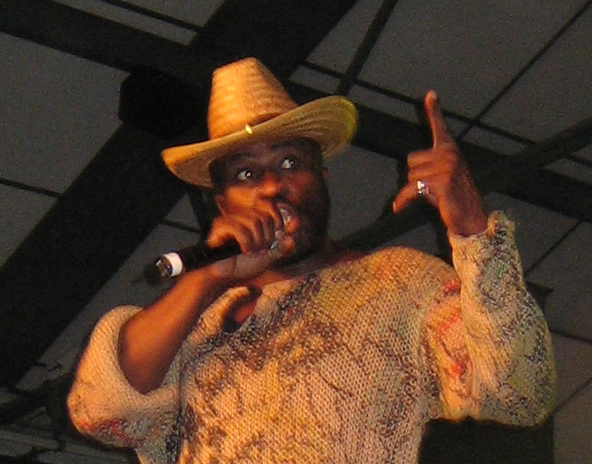
Eek-a-Mouse (* 1957)

- Eekelen, Wim van (1931–2025), niederländischer Diplomat und Politiker (VVD)
- Eekhoff, Johann (1941–2013), deutscher Ökonom, Professor für Wirtschaftspolitik an der Universität zu Köln
- Eekhoff, Nils (* 1998), niederländischer Radrennfahrer
- Eekhoud, Georges (1854–1927), belgischer Schriftsteller französischer Sprache
- Eekman, Nicolas (1889–1973), belgischer Maler
- Eekman, Piet (* 1964), belgischer Dokumentarfilmer
- Eekmans, Levinus († 1641), deutscher Orgelbaumeister

### Eel
- Eelbo, Bruno (1853–1917), deutscher Architekt und Schriftsteller
- Eeles, Henry (1910–1992), britischer Offizier der Luftstreitkräfte des Vereinigten Königreichs
- Eelking, Hermann M. von (1887–1970), deutscher Journalist
- Eelking, Max von (1782–1857), deutscher Offizier
- Eelking, Max von (1813–1873), sachsen-meiningischer Oberstleutnant, Historiker und Maler
- Eells, George (1922–1995), US-amerikanischer Schriftsteller
- Eells, James (1926–2007), US-amerikanischer Mathematiker
- Eelmäe, August (1931–2020), estnischer Literaturwissenschaftler
- Eelsingh, Stien (1903–1964), niederländische Malerin, Zeichnerin, Lehrerin

### Eem
- Eemeren, Frans van (* 1946), niederländischer Argumentationstheoretiker

### Een
- Eenhoorn, Paul (1948–2022), australischer Schauspieler
- Eenkhoorn, Pascal (* 1997), niederländischer Radrennfahrer
- Eenpalu, Kaarel (1888–1942), estnischer Jurist und Politiker

### Eer
- Eerd, Frits van (* 1967), niederländischer Unternehmer und Autorennfahrer
- Eerd, Karel van (1938–2022), niederländischer Unternehmer
- Eerde, Friedrich von (1781–1848), deutscher Landrat
- Eerde, Georg von (1825–1890), preußischer Verwaltungsbeamter
- Eerden, Shawn van (* 2004), japanisch-kanadischer Fußballspieler
- Eerdmans, Bernardus Dirks (1868–1948), niederländischer evangelischer Theologe und Politiker
- Eerdmans, Emmy (1931–2024), niederländische Bildhauerin, Zeichnerin, Bildhauerin
- Eerelman, Otto (1839–1923), niederländischer Maler, Graveur und Lithograf
- Eerens, Ilse (* 1982), belgische Opernsängerin (Sopran)
- Eerland, Britt (* 1994), niederländische Tischtennisspielerin
- Eersel, Hein (1922–2022), surinamischer Sprach- und Kulturforscher
- Eersel, Marthelise, surinamische Beamtin und Ärztin
- Eertvelt, Andries van († 1652), flämischer Maler

### Ees
- Ees (* 1983), namibischer kwaito musikerEes (* 1983)

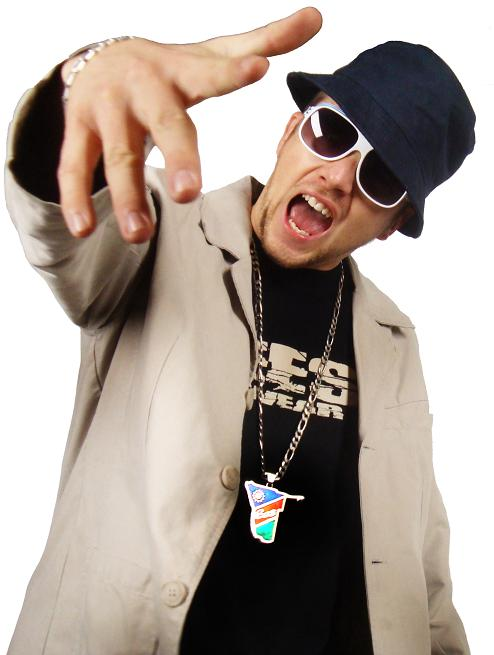
Ees (* 1983)

- Eesa, Ahmed, saudi-arabischer Fußballspieler
- Eespere, René (* 1953), estnischer Komponist
- Eesteren, Cornelis van (1897–1988), niederländischer Architekt und Stadtplaner

### Eet
- Eetvelde, Edmond van (1852–1925), belgischer Diplomat und Kolonialadministrator

### Eeu
- Eeuwijk, Wouter van (* 1979), niederländischer Rennfahrer